# Phoradendron exiguum
Phoradendron exiguum är en sandelträdsväxtart som beskrevs av Trelease. Phoradendron exiguum ingår i släktet Phoradendron och familjen sandelträdsväxter. Inga underarter finns listade i Catalogue of Life.